# Бочаровское сельское поселение
Бочаро́вское се́льское поселе́ние — муниципальное образование в составе Новоаннинского района Волгоградской области.
Административный центр — хутор Бочаровский.

## История
Бочаровское сельское поселение образовано 21 декабря 2004 года в соответствии с Законом Волгоградской области № 970-ОД.

## Население
| 2010  | 2012  | 2013  | 2014  | 2015  | 2016  | 2017  |
| ----- | ----- | ----- | ----- | ----- | ----- | ----- |
| 1378  | ↘1339 | ↘1316 | ↘1306 | ↘1288 | ↘1257 | ↘1223 |
| 2018  | 2019  | 2020  | 2021  |       |       |       |
| ↘1196 | ↘1182 | ↘1162 | ↘1149 |       |       |       |

## Состав сельского поселения
| № | Населённый пункт | Тип населённого пункта        | Население |
| - | ---------------- | ----------------------------- | --------- |
| 1 | Бочаровский      | хутор, административный центр | 583       |
| 2 | Гуляевский       | хутор                         | 242       |
| 3 | Карповский       | хутор                         | 73        |
| 4 | Кузнецовский     | хутор                         | 237       |
| 5 | Сатаровский      | хутор                         | 243       |